# Корнеліс Корт
Корнеліс Корт (нід. Cornelis Cort ; 1533 (1536?), Горн (Голландія) — 17 березня 1578, Рим) — голландський гравер на міді. Був учнем і працював у видавництві антверпенського гравера Ієроніма Кока.

## З біографії
Після того, як Корнеліс Корт здобув певну популярність гравюрами з творів Р. ван дер Вейдена, М. Кокси, Фр. Флориса і Я. Мостарта, він вирушив до Італії, гостював у Венеції у Тіціана, котрий надав йому можливість відтворити чимало його найкращих робіт. Потім оселився у Римі, де виконав величезну кількість гравюр з Рафаеля, П. Кальдарі, Ф. Сальвіаті, Ф. Бароччі й інших італійських живописців, які цінували аж до початку XX століття, а також заснував масштабну школу граверів, з якої вийшов цілий ряд видатних майстрів.
Окрім заснування цієї школи, заслуга Корта полягає у тому, що він почав надавати гравюрам більших, ніж раніше, розмірів, володів великою свободою штриха, наближаючи гравюру до живопису. Таким чином гравюри набули більшої популярності. Загальна кількість його творів — близько 150.

## Галерея

Зразки гравюр
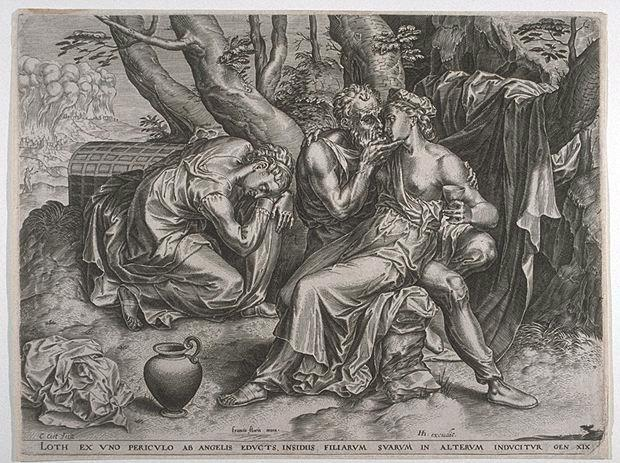
Лот з дочками
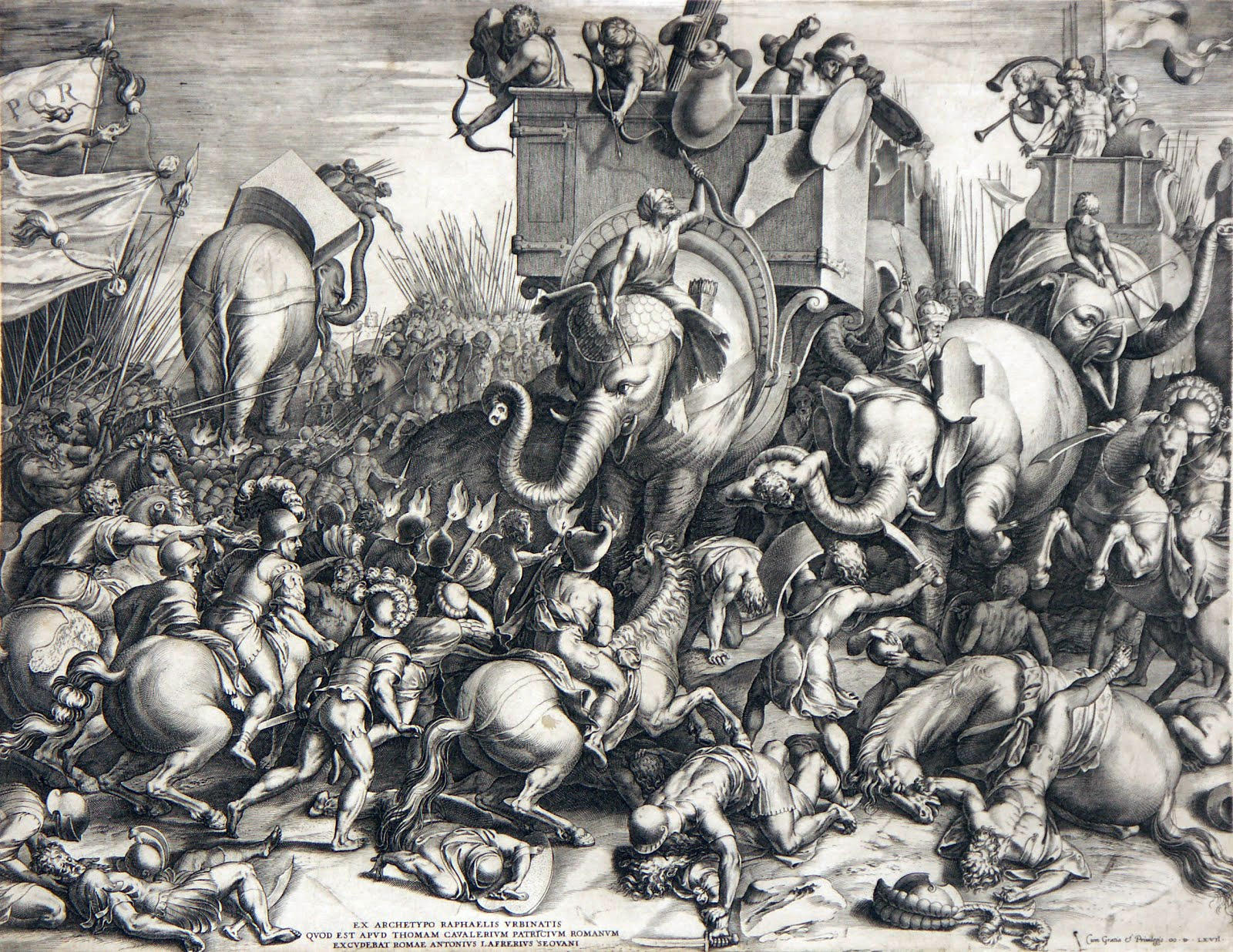
Битва при Замі (1567)
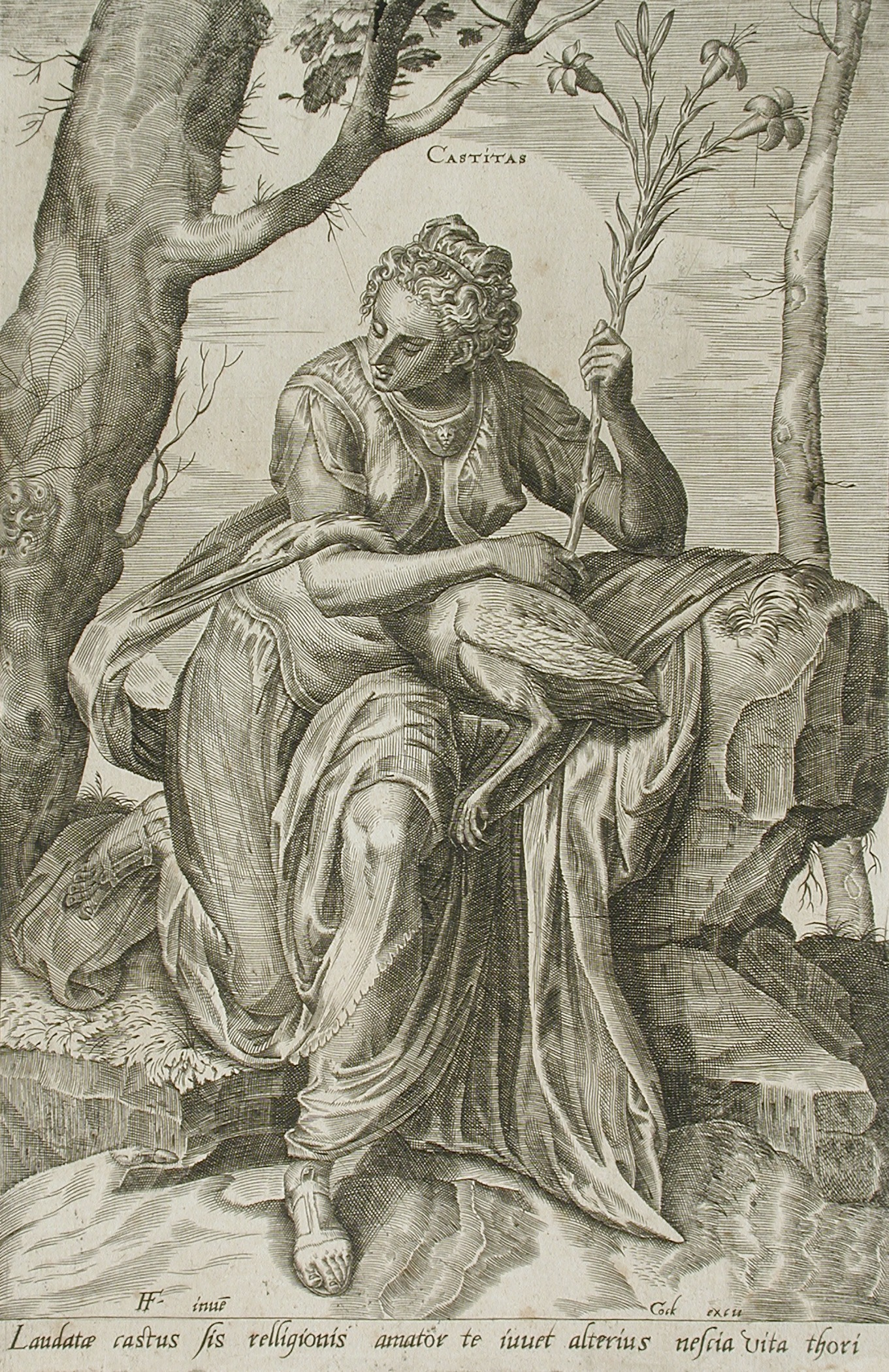
Цнотливість (1560)
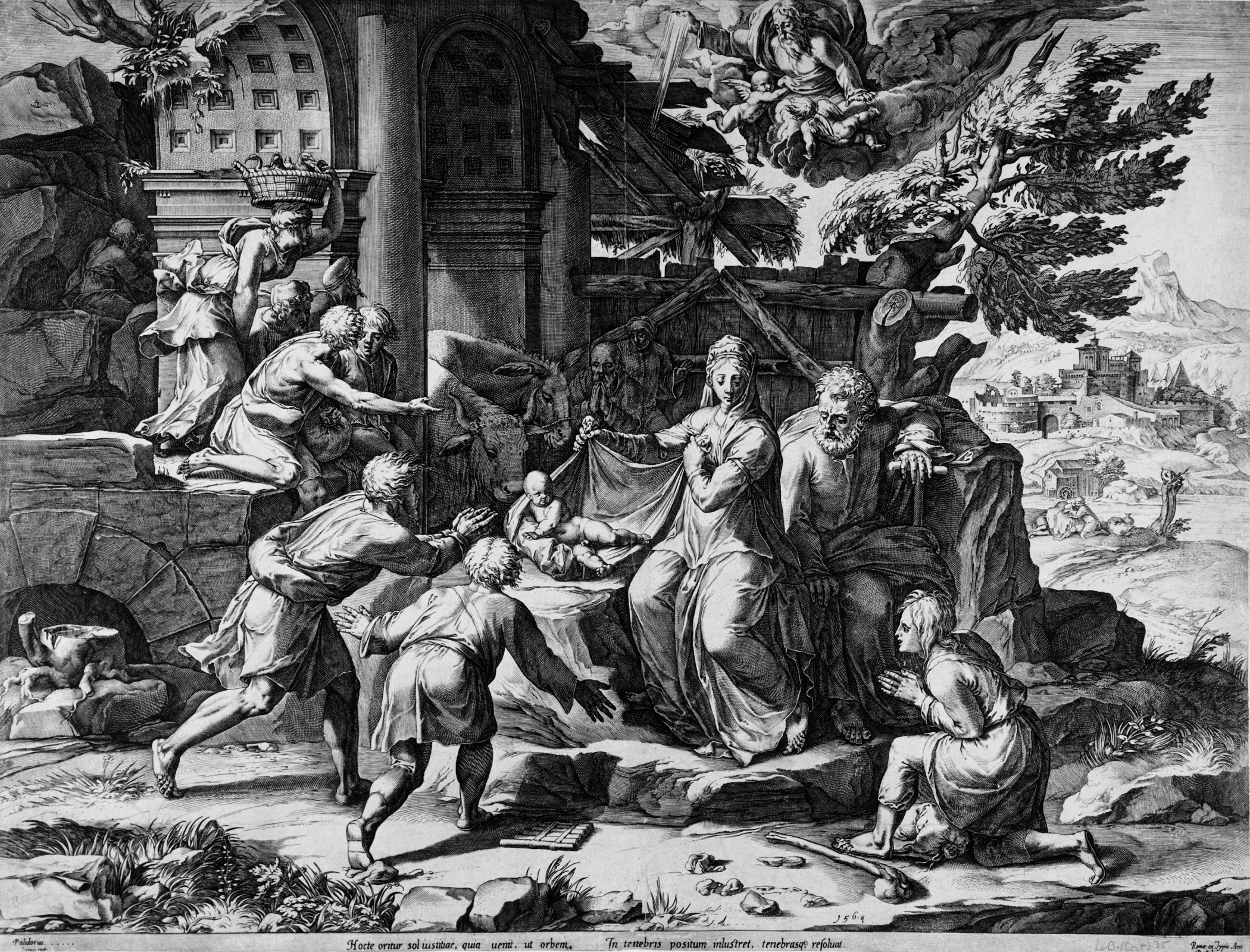
Поклоніння волхвів (1569)
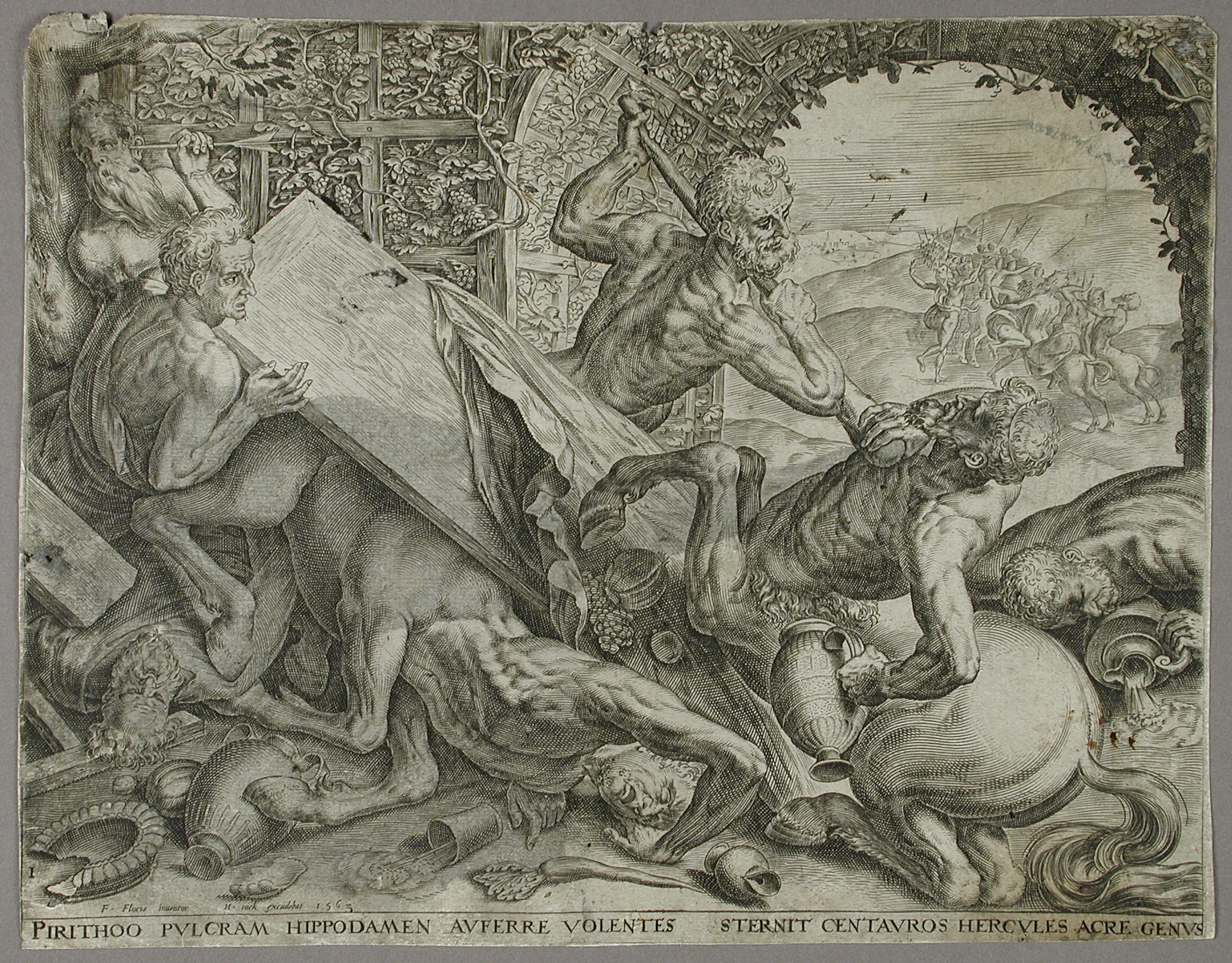
Геракл і кентаври (1563)